# 雷·史蒂芬斯
雷·史蒂芬斯（Ray Stevens，1951年6月23日—），是一名英格蘭已退役羽球運動員。他在單打和雙打中獲得了多項英國全國冠軍和國際冠軍，他的優勢在於他的力量、堅韌和專注。
1977年，雷·史蒂芬斯與麥克·崔格特一起在世界羽球錦標賽中獲得男子雙打銅牌。他還在歐洲羽球錦標賽中獲得了9枚獎牌，其中包括兩枚與麥克·崔格特一起獲得的男子雙打金牌。在著名的全英羽球公開錦標賽中，他們兩人還兩次獲得男子雙打亞軍（1972年、1980年）。